# Raiffeisenbank Burgebrach-Stegaurach
Die Raiffeisenbank Burgebrach-Stegaurach eG ist eine deutsche Genossenschaftsbank mit Sitz in der bayerischen Marktgemeinde Burgebrach im Landkreis Bamberg.

## Geschichte
Die heutige Raiffeisenbank Burgebrach-Stegaurach eG wurde am 9. Oktober 1904 in Burgebrach gegründet. Sie entstand im Jahr 2011 durch die Fusion der Raiffeisenbank Burgebrach eG mit der Raiffeisenbank Stegaurach eG mit dem Sitz in Stegaurach.
Zuvor fanden folgende Fusionen statt:
- 1995 – Fusion der Raiffeisenbank Stegaurach – Pettstadt eG mit dem Sitz in Stegaurach mit der Raiffeisenbank Frensdorf eG mit dem Sitz in Frensdorf zur Raiffeisenbank Stegaurach eG
- 1983 – Fusion der Raiffeisenbank Frensdorf eG mit der Raiffeisenkasse Vorra b. Bamberg eG mit dem Sitz in Vorra
- 1976 – Fusion der Raiffeisenbank Pettstadt eG mit dem Sitz in Pettstadt mit der Raiffeisenbank Stegaurach eG zur Raiffeisenbank Stegaurach – Pettstadt eG
- 1976 – Fusion der Raiffeisenbank Burgebrach eG mit der Raiffeisenkasse Schönbrunn bei Burgebrach eG mit dem Sitz in Schönbrunn im Steigerwald
- 1972 – Fusion der Raiffeisenbank Burgebrach eGmbH mit der Raiffeisenkasse Unterneuses bei Bamberg eGmbH mit dem Sitz in Unterneuses und der Raiffeisenbank Burgwindheim eGmbH mit dem Sitz in Burgwindheim
- 1971 – Fusion der Raiffeisenbank Burgebrach eGmbH mit der Raiffeisenkasse Stappenbach eGmbH mit dem Sitz in Stappenbach und der Raiffeisenkasse Ebrach eGmbH mit dem Sitz in Ebrach
- 1969 – Fusion der Raiffeisenbank Frensdorf eGmbH mit der Raiffeisenkasse Obergreuth eGmbH mit dem Sitz in Obergreuth
- 1968 – Fusion der Raiffeisenkasse Reundorf eGmbH mit dem Sitz in Reundorf mit der Raiffeisenbank Pettstadt eGmbH zur Raiffeisenbank Pettstadt-Reundorf eGmbH (der späteren Raiffeisenbank Pettstadt eG)

## Rechtsverhältnisse
Die Raiffeisenbank Burgebrach-Stegaurach eG (lt. GnR „Raiffeisenbank Burgebrach - Stegaurach eG“) ist im Genossenschaftsregister beim Amtsgericht Bamberg unter GnR 147 eingetragen.

## Organisationsstruktur
Rechtsgrundlagen sind das Genossenschaftsgesetz und die durch die Vertreterversammlung beschlossene Satzung. Organe der Bank sind der Vorstand, der Aufsichtsrat und die Vertreterversammlung.

## Sicherungseinrichtung
Die Raiffeisenbank Burgebrach-Stegaurach eG ist der amtlich anerkannten Sicherungseinrichtung des Bundesverbandes der Deutschen Volksbanken und Raiffeisenbanken GmbH und der zusätzlichen freiwilligen Sicherungseinrichtung des Bundesverbandes der Deutschen Volksbanken und Raiffeisenbanken e.V. angeschlossen, die aus dem Garantiefonds und dem Garantieverbund besteht.

## Geschäftsausrichtung
Die Raiffeisenbank Burgebrach-Stegaurach eG betreibt das Universalbankgeschäft. Im Verbundgeschäft arbeitet sie mit der DZ Bank, R+V Versicherung, Bausparkasse Schwäbisch Hall, Teambank, VR Leasing, DZ Hyp und der Union Investment zusammen.

## Geschäftsgebiet
Das Geschäftsgebiet liegt im Westen des Landkreises Bamberg. Die Bank hat ihr Gebiet auf den äußeren Landkreis Bamberg definiert.
An diesen Orten betreibt die Bank Filialen:
- Burgebrach (Hauptstelle, jur. Sitz)
- Stegaurach (Geschäftsstelle)
- Ebrach (Geschäftsstelle)
- Frensdorf (Geschäftsstelle)